# Maria Szymanowska

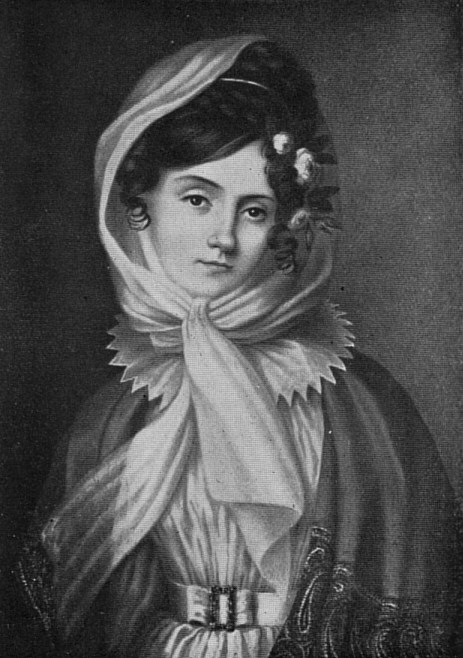
Maria Szymanowska

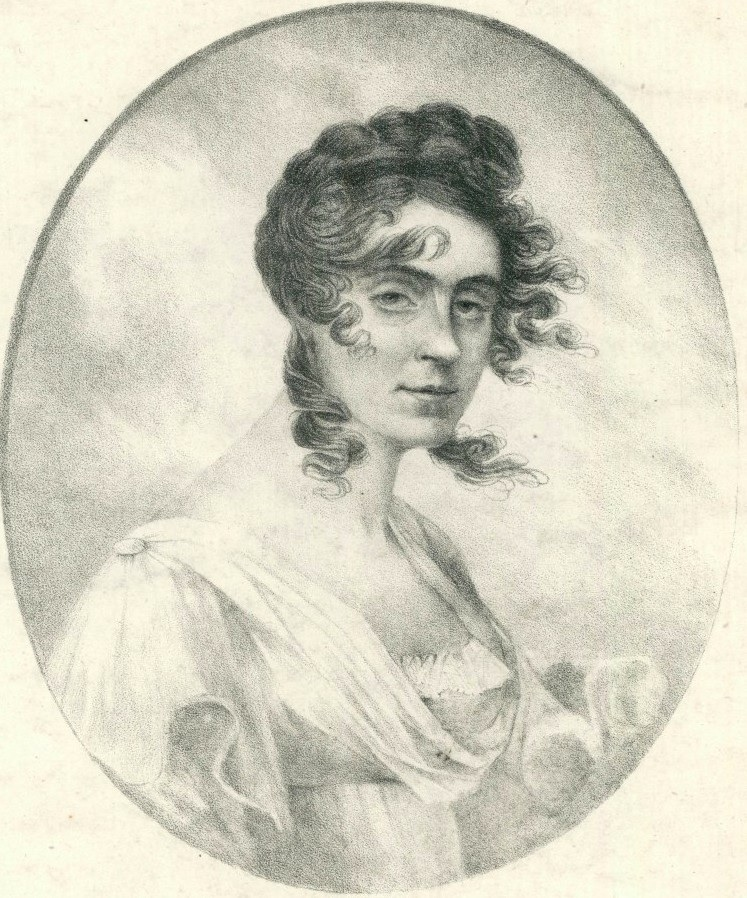
Maria Szymanowska

Maria Szymanowska, geb. Marianna Agata Wołowska (* 14. Dezember 1789 in Warschau; † 25. Juli 1831 in Sankt Petersburg) war eine polnische Klaviervirtuosin und Komponistin.

## Leben
Maria Szymanowska war das siebte von insgesamt zehn Kindern von Franciszek Wołowski, der aus einer jüdischen Familie stammend zum katholischen Glauben übergetreten war und einen polnischen Namen angenommen hatte, und der aus einer adligen Familie kommenden Barbara Lanckorońska. Marias Familie, obwohl keine Musikerfamilie, hatte in Warschau Kontakt zur intellektuellen und künstlerischen Elite der Stadt, die Kinder erhielten Klavierunterricht und eine fundierte Ausbildung.
Józef Elsner unterrichtete Maria Szymanowska zusammen mit Antoni Lisowski und Tomasz Grem in Klavier und Komposition. 1809 wurde sie in die Pariser Gesellschaft eingeführt und trat dort als Pianistin in privaten Kreisen auf. Ihre ersten öffentlichen Konzerte gab sie 1810 in Warschau und in Paris.
Nach ihrer Rückkehr aus Paris heiratete Maria Szymanowska 1810 den Landgutbesitzer Józef Szymanowski, drei Kinder kamen zur Welt. Ihr Mann hatte jedoch für ihr musikalisches Schaffen und ihre öffentlichen Auftritte (u. a. in Dresden, London und Wien) kein Verständnis. 1820 ließ sie sich scheiden und widmete sich verstärkt dem Komponieren von Klavierstücken und Kammermusik. Aus dieser Zeit stammt auch ihr berühmter Klavierzyklus „Vingt Exercices et Préludes pour le pianoforte“ und die Mehrzahl ihrer Lieder. Ihre Entscheidung für die Laufbahn einer Berufspianistin wurde von ihrer Familie moralisch und finanziell unterstützt.
In Warschau begann 1822 ihr Konzertleben, das sie trotz der Fürsorge um ihre drei Kinder bestreiten musste. Erste Auftritte als Pianistin sind jedoch bereits für die Jahre 1812 und 1814 belegt. Sie gehörte zu den ersten Musikerinnen, die von ihrem künstlerischen Beruf leben konnten. 1822 konzertierte sie erstmals in Moskau und St. Petersburg, sowohl öffentlich als auch privat. Die Zarinnen Maria Fjodorowna (1759–1828) und Jelisawjeta Aleksejewna (1779–1826) von Russland verliehen ihr den Titel „Erste Hofpianistin der königlichen Majestät“ („erste Fortepianospielerin J. M. [= Ihrer Majestät] der Kaiserin von Russland“ spätestens seit 1823), was ihr Ansehen und auch eine finanzielle Sicherheit einbrachten. In den Jahren 1823 bis 1827 unternahm sie eine ausführliche Tournee durch Europa: Sie konzertierte in Deutschland, England (wo sie 1825/26 auch unterrichtete), Frankreich, Schweiz, Italien und Russland. In Berlin und London spielte sie vor königlichem Hofe, in Weimar für Johann Wolfgang von Goethe. 1827 führte sie eine erneute Konzertreise nach Vilnius, Riga und St. Petersburg. Am 15. Januar und am 7. Februar 1827 gab sie zwei Abschiedskonzerte in Warschau.
1828 erhielt sie den Ruf, als Hofpianistin an den Hof der Zarin nach Petersburg zu kommen. Sie übersiedelte nach Russland, wo sie auch Klavierunterricht am Hofe erteilte. Sie unterhielt einen musikalischen Salon, der von polnischen und russischen Künstlern, wie etwa Adam Mickiewicz, Alexandr Puschkin und Michail Glinka, und Aristokraten besucht wurde sowie von Mitgliedern eines studentischen Bundes, zu dem ihre zwei polnischen Schwiegersöhne gehörten. Es sind dies der Dichter Adam Mickiewicz, der ihre Tochter Celina heiratete, und der Rechtsanwalt Franciszek Malewski, der ihre Tochter Helena heiratete. Auch die Sängerin Henriette Sontag, mit der sie 1830 ein gemeinsames Konzert gab, war bei ihr zu Gast.
Maria Szymanowska starb mit nur 41 Jahren in St. Petersburg an Cholera.

## Wirken und Rezeption

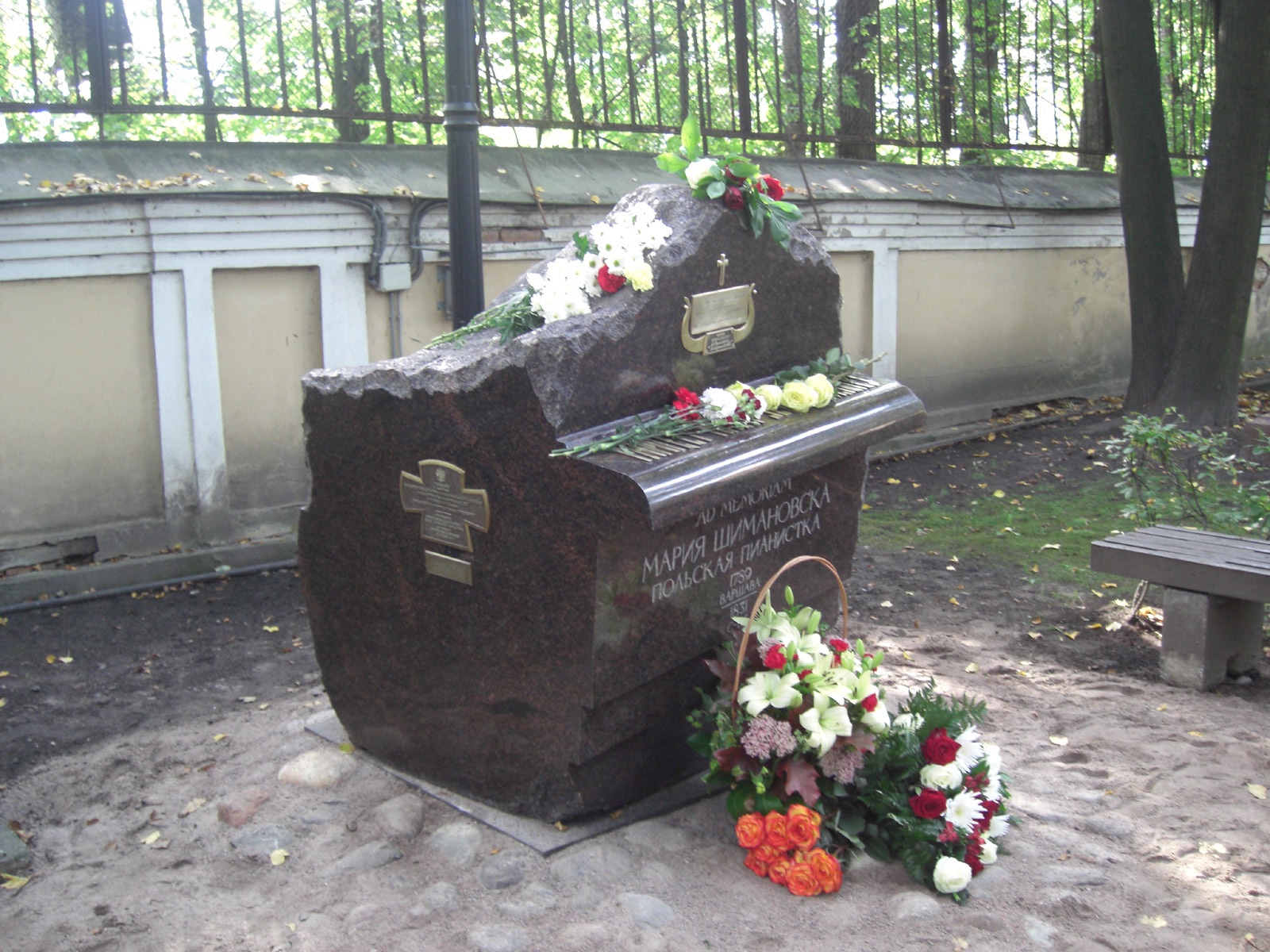
Kenotaph auf dem Tichwiner Friedhof des Alexander-Newski-Klosters in Sankt Petersburg

Szymanowska, die auf ihren Tourneen ganz Europa bereist hatte, setzte im kulturellen Leben mehrerer Länder musikalische Meilensteine. Sie war sowohl für ihre Kompositionen (ab 1816) als auch für die Art ihrer solistischen Auftritte berühmt, in denen sie vermutlich als erste ihr Programm auswendig gespielt hat. Maria Szymanowskas musikalisches Stammbuch enthält 130 Autographe verschiedener Komponisten, was auf ihre zahlreichen Konzertreisen und ihr Renommee schließen lässt. Der polnische Rechtsanwalt und Exilant Franciszek Malewski bezeichnete sie als „höchst außergewöhnliche Frau“, sein Freund Adam Mickiewicz als „die Königin der Töne“ und Johann Wolfgang von Goethe widmete der „bezaubernden Göttin der Musik“ ein Gedicht. Kenner schätzten ihre brillante, ausdrucksstarke Darbietung der Stücke. So urteilte der Literaturkritiker Maurycy Mochnacki 1827: „Sie lässt das Klavier sprechen und singen“.
Ab 1950 wurden Maria Szymanowskas Werke im Polnischen Musikverlag Krakau wieder gedruckt, Ende des 20. Jahrhunderts auch in den USA. In Paris gibt es seit 2009 die Maria Szymanowska Gesellschaft; dort fand 2011 erstmals eine musikwissenschaftliche Konferenz für die Pianistin statt.

## Kompositionen
Die früheste Komposition von Maria Szymanowska stammt vermutlich aus dem Jahr 1803.
Sie schrieb über hundert Kompositionen für Klavier, Gesang und Kammermusikbesetzungen. Zwischen 1819 und 1820 gab der Musikverlag Breitkopf & Härtel ihre Kompositionen in sechs Sammelbänden heraus. Als erste führte sie in Polen die Gattung des Nocturne ein und wird kompositionsgeschichtlich zwischen Frédéric Chopin und John Field verortet. Maria Szymanowska komponierte hauptsächlich Klavierminiaturen und Lieder, die sich durch einen brillanten Stil auszeichnen: Virtuose Passagen wechseln sich mit „sentimental-ornamentalen Abschnitten“ ab. Ihre Nocturnes stehen wie o. g. kompositorisch zwischen Field und Chopin; ihr Œuvre bildet einen wichtigen Schritt in der „Herausbildung frühromantischer Elemente in der polnischen Musik vor Chopin.“

## Goethe
Maria Szymanowska und Goethe lernten sich 1823 in Marienbad kennen. Er widmete ihr sein Gedicht „Aussöhnung“. Folgende Äußerungen Goethes über Szymanowska sind überliefert:
- an Ottilie von Goethe am 18. August 1823 aus Marienbad: Madame Szymanowska, ein weiblicher Hummel mit der leichten polnischen Facilität, hat mir diese letzten Tage höchst erfreulich gemacht; hinter der polnischen Liebenswürdigkeit stand das größte Talent gleichsam nur als Folie oder, wenn du willst, umgekehrt. Das Talent würde einen erdrücken, wenn es ihre Anmut nicht verzeilich machte.
- schreibt am 18. August 1823 in sein Tagebuch: Gedichte in die zwey Albums vollbracht und geschrieben. Madame Szymanowska besuchte mich. Neugierig auf den Inhalt des Albums.
- zu Eckermann am 1. Dezember 1831: Zuerst hatte ich, wie Sie wissen, bloß die Elegie als selbständiges Gedicht für sich. Dann besuchte mich die Szymanowska, die denselbigen Sommer mit mir in Marienbad gewesen war und durch ihre reizenden Melodien einen Nachklang jener jugendlich-seligen Tage in mir erweckte.